# Wilma van Velsen
Margot Wilhelmina Teunisje "Wilma" van Velsen, née le 22 avril 1964 à Tiel, est une nageuse néerlandaise.

## Biographie
Wilma van Velsen participe aux Jeux olympiques d'été de 1980 à Moscou ; elle remporte la médaille de bronze sur 4 × 100 mètres nage libre avec Annelies Maas, Conny van Bentum et Reggie de Jong.
Aux Jeux olympiques d'été de 1984 à Los Angeles, elle fait partie du relais néerlandais mais ne nage pas la finale.

## Palmarès

### Championnats d'Europe
- Championnats d'Europe 1981 à Split (Yougoslavie) :
  -  Médaille de bronze du relais 4 × 100 m nage libre.
- Championnats d'Europe 1983 à Rome (Italie) :
  -  Médaille d'argent du relais 4 × 100 m nage libre.